# 奥古斯特·扎列斯基
奥古斯特·扎列斯基（波蘭語：August Zaleski，1883年9月13日—1972年4月7日），他是波兰政治家、外交官、经济学家。他曾在第二共和国时期担任外交部长，并于1947年成为波兰流亡政府第2任总统，他担任这一职位长达二十余年直至1972年病逝于伦敦。2022年11月，其遺骸與其前後任總統瓦迪斯瓦夫·拉奇凯维奇、斯坦尼斯瓦夫·奥斯特罗夫斯基一同歸葬於华沙天佑國家聖殿。

## 延伸阅读
- Wandycz, Piotr Stefan. . Princeton University Press. 19 April 2016 [1988]  [2022-05-30]. ISBN 978-0-691-63525-5. （原始内容存档于2022-05-30）.
- Cienciala, Anna M. . Slavic Review. 1981, 40 (3): 492–493. JSTOR 2496229. doi:10.2307/2496229.